# Satow (Fünfseen)
Satow ist ein Ortsteil der Gemeinde Fünfseen im Landkreis Mecklenburgische Seenplatte in Mecklenburg-Vorpommern (Deutschland).

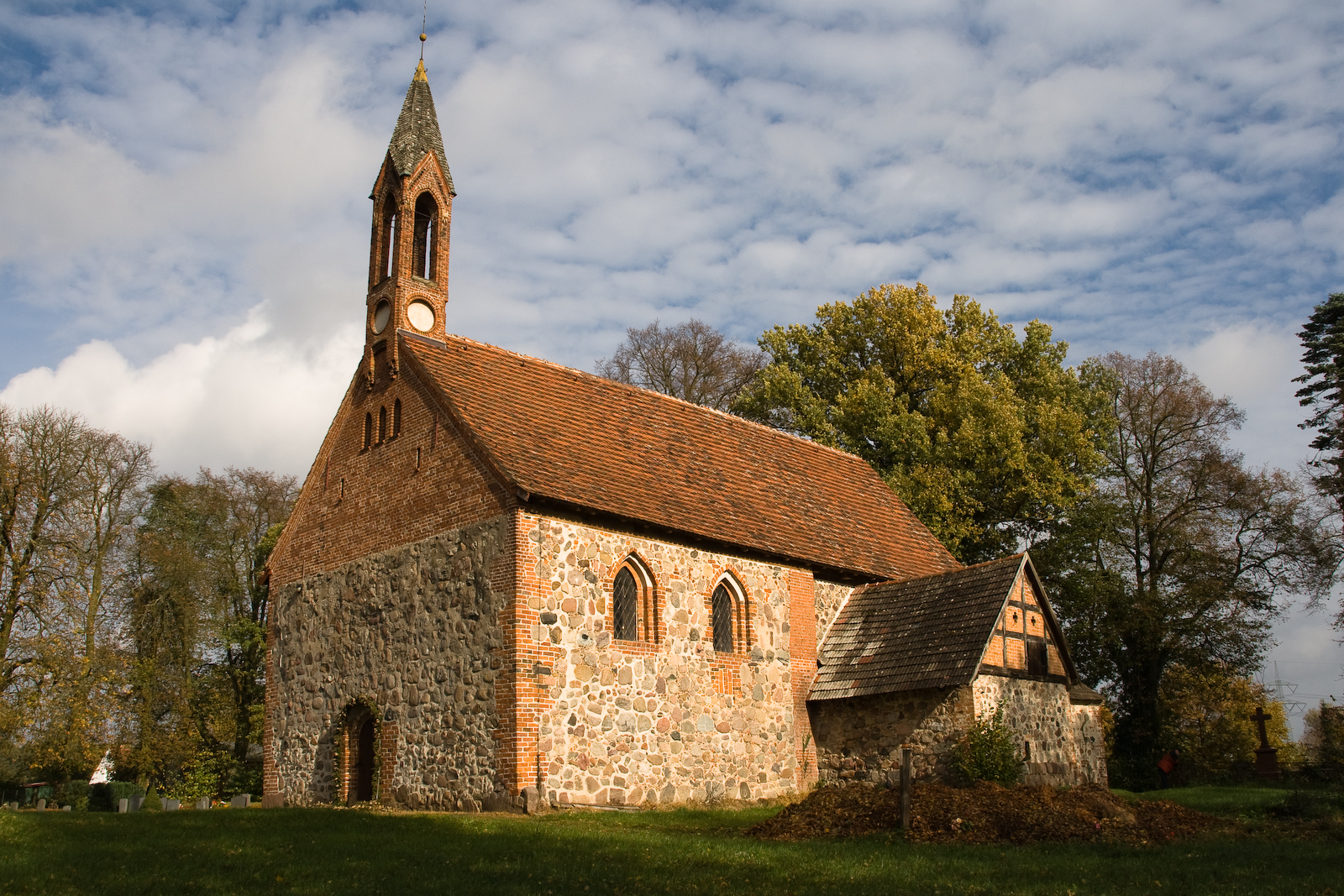
Kirche

## Geschichte
Der Ort Satow wurde erstmals 11. April 1344 in einer Lehensurkunde erwähnt.
Die am Ortseingang befindliche Abbaustätte für Kies wurde bis zu Beginn der 1990er Jahre aktiv genutzt. Im Ort gibt es eine Gärtnerei mit mehreren großen Glasgewächshäusern. Sie gehörte vor der Wende zur LPG Satow-Kogel. Heute wird nur noch ein kleiner Teil der Anlagen aktiv bewirtschaftet. Am Ortsrand liegt der Hofsee (Satower See), an den die Dorfkirche mit Friedhof grenzt.
Das ZDF stellte 1981 die Gemeinde in einer Dokumentation vor.

### Eingemeindung
Am 1. Januar 2005 wurde Satow in die neue Gemeinde Fünfseen eingegliedert.

## Kirche

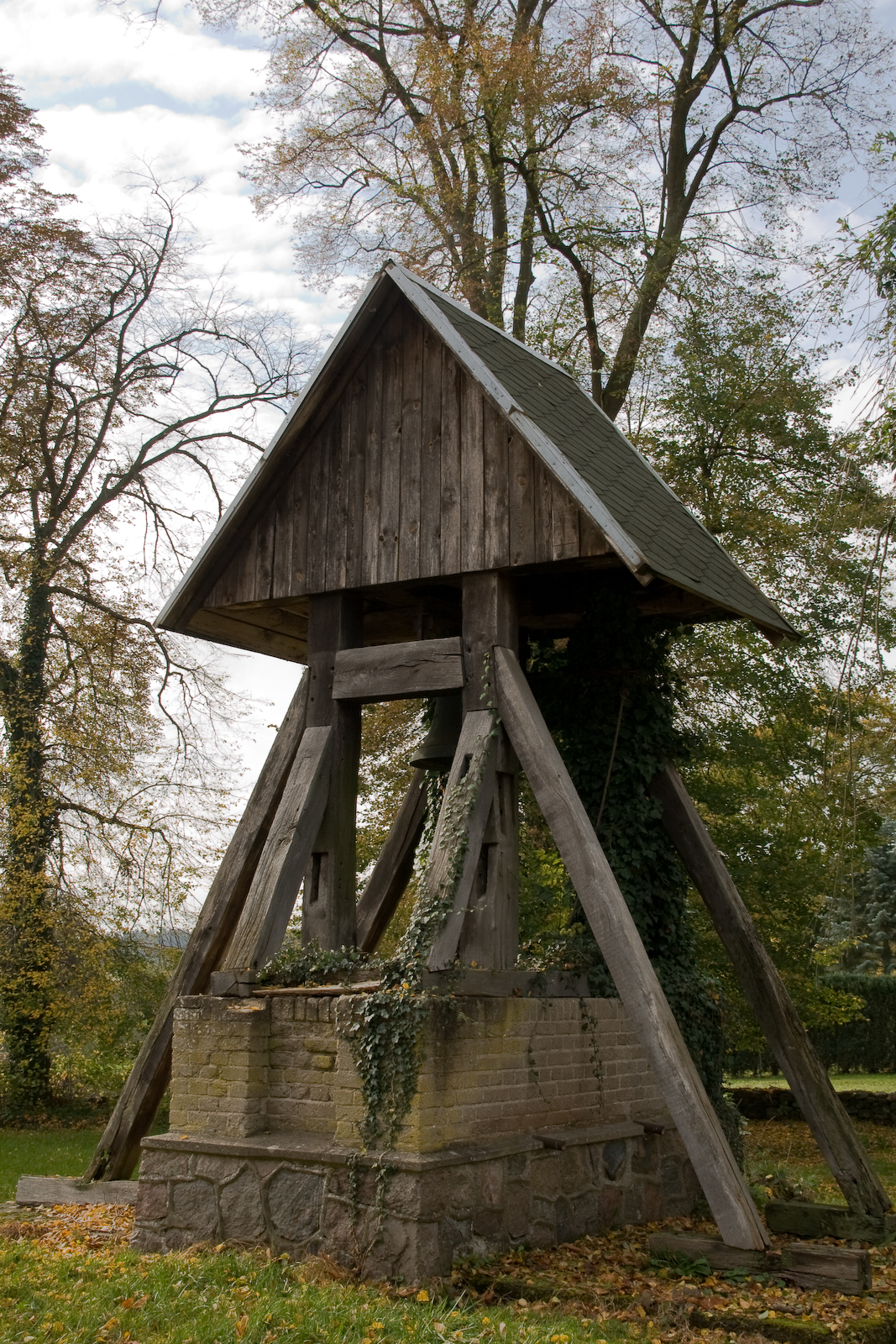
Glockenturm

Die Kirche, die sich zwischen dem Hofsee und der Dorfstraße befindet, wurde 1284 erbaut. Nachdem sie im Dreißigjährigen Krieg zerstört worden war, erfolgte ein Wiederaufbau, welcher um 1700 abgeschlossen wurde. Seit Mitte der 1990er Jahre wurden, teilweise durch Spenden finanziert, immer wieder Teile der Kirche restauriert. Das Geläut befindet sich außerhalb der Kirche in einem Glockenstuhl. Oben auf der Glocke ist ein Ornamentband mit dem Spruch „Frieden auf Erden“ befestigt. Auf der Rückseite trägt sie die Inschrift „Franz Schilling Apolda 1919“. Auf dem Friedhof befinden sich Gräber der Adelsfamilie Flotow. Das Pfarrhaus wird heute nicht mehr von der Familie des Pfarrers bewohnt.